# Giovannali

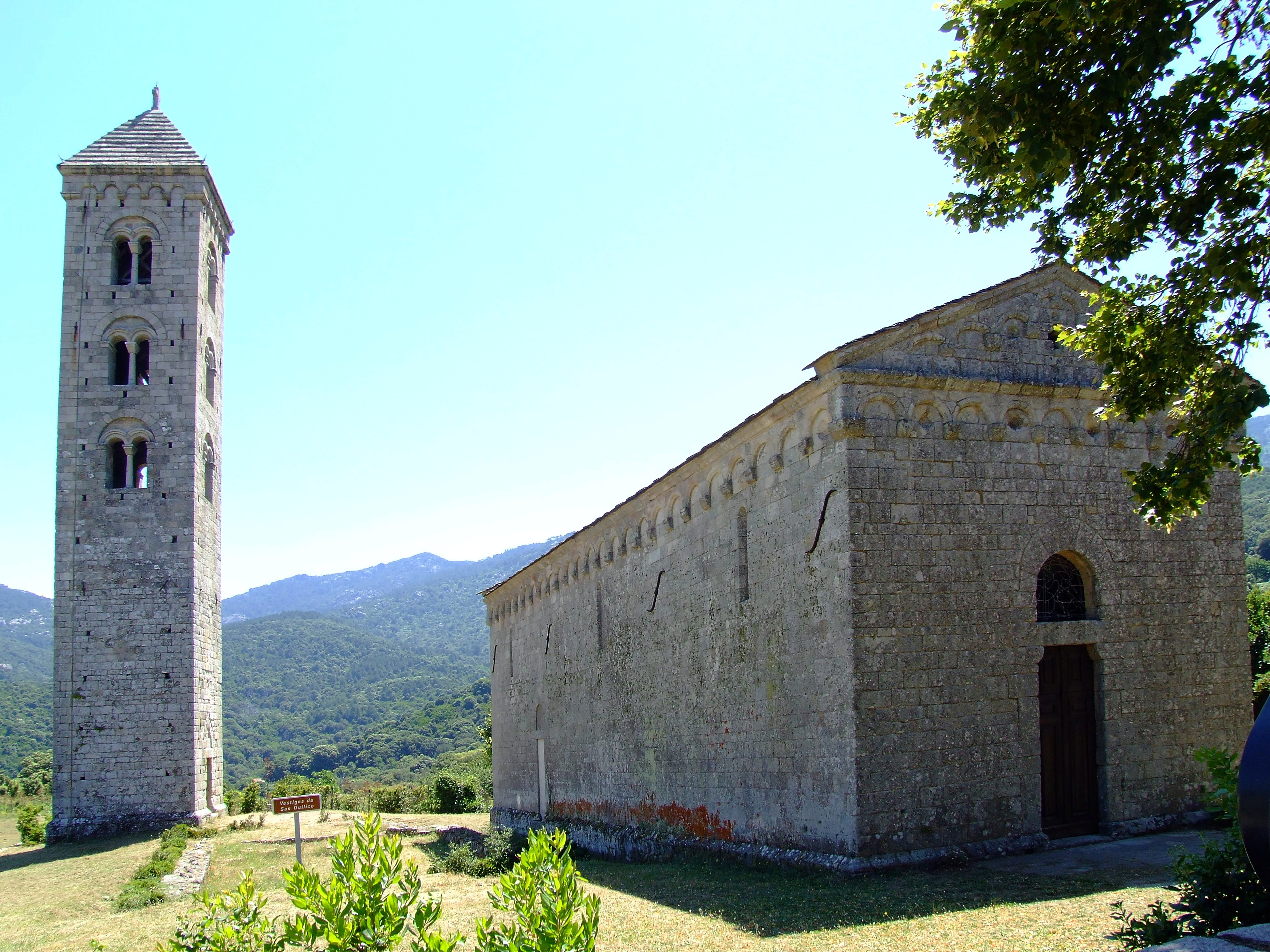
L'église San'Ghiovanni di Carbini.

Les Ghjuvannali ou Giovannali constituent une déviation du courant franciscain qui a été considérée comme hérétique aux XIVe et XVe siècles par l'Église catholique. Implantés en Corse, ils furent pourchassés par l'Inquisition.

## Doctrine
Les premiers Giovannali étaient dirigés par un frère franciscain, Giovanni Martini. Comme celle des franciscains dont ils sont issus, leur doctrine sociale et religieuse était fondée sur la pauvreté et le don de soi. Les  Giovannali affirmaient que l’on ne devait pas avoir de biens propres et que tout devait être mis en commun, que hommes et femmes étaient égaux. De  fait, ils n'ont pas de rapport avec le catharisme du Sud-Ouest de la France mais peuvent être rattachés aux Fraticelli franciscains d'Italie. 
Ils s'imposaient des pénitences, prônaient jeûne, humilité, simplicité, pauvreté, ascétisme, non-violence et abstinence, renonçant au sacrement du mariage et hostiles à la hiérarchie de l'Eglise catholique et aux fastes de la curie romaine. 
Les Giovannali pratiquent une forme de communisme économique, mais également une forme de communisme sexuel  :

« Ils formèrent à Carbini cette secte dans laquelle les femmes entrèrent aussi bien que les hommes ; leur loi portait que tout serait commun entre eux, les femmes, les enfants, ainsi que tous les biens ; peut-être voulaient-ils faire revivre l'âge d'or du temps de Saturne qu'ont chanté les poètes. Ils s'imposaient certaines pénitences à leur manière ; ils se réunissaient dans les églises la nuit pour faire leurs sacrifices, et là, après certaines pratiques superstitieuses, après quelques vaines cérémonies, ils éteignaient les flambeaux, puis prenant les postures les plus honteuses et les plus dégoûtantes qu'ils pouvaient imaginer, ils se livraient, l'un à l'autre jusqu'à satiété, sans distinction d'hommes ni de femmes. »

— - Abbé Letteron : Histoire de la Corse - Tome 1, Bastia 1888 - p. 220.

## Histoire
En 1310, les Giovannali se constituèrent d'abord en petits groupes proches de couvents franciscains ou d'églises favorables. Certains seigneurs les soutinrent comme Polo et Arrigo d'Attalà, frères illégitimes de Guglielminuccio, seigneur d'Attallà. Le courant des Ghjuvannali s'étendit ensuite jusque dans le Deçà des Monts ou Terre de Commune. Finalement au couvent d'Alesani les Giovannali expulsent les franciscains orthodoxes et même en tuent un qui sera plus tard canonisé.
Refusant toute autorité épiscopale et aussi l’impôt, ils se firent de nombreux ennemis tant ecclésiastiques que seigneuriaux. En 1352, l'évêque d'Aléria obtient du pape Innocent VI une excommunication papale contre ces « hérétiques ». À la fin de 1352 les Ghjuvannali en appellent à l'archevêque de Pise et obtiennent la levée de l'excommunication. Ils étaient hostiles à la hiérarchie de l’Église romaine qui les jugeait à l’opposé du dogme catholique. Leur spiritualité, leur sens religieux et social et leur esprit de justice s'étaient alors répandus dans presque toute la Corse. Mais en 1354, peu avant sa mort, Monseigneur Raimondo, évêque d'Aléria, s'adresse au Pape Innocent VI et lui affirme que les Ghjuvannali sont bien hérétiques et « irrespectueux envers l'autorité épiscopale ». Le pape Innocent VI alors en résidence en Avignon, instruit de ce qui se passait, excommunia une seconde fois les Giovannali et les déclara hérétiques. 
Son successeur, le bénédictin Urbain V, maintient l'excommunication et envoie un légat en Corse. Ce commissaire pontifical, soutenu par les seigneurs locaux, organise une sainte croisade militaire dans la région de Carbini et en Plaine orientale. Au nom de l'Église, de 1363 à 1364, à Carbini, à Ghisoni, au couvent d'Alesani et en d'autres villages on massacre de nombreux Ghjuvannali avec femmes et enfants. Certains, plutôt que de renoncer à leur foi, sont morts les armes à la main. Les derniers Ghjuvannali furent brûlés à Ghisoni, au pied des montagnes appelées Kyrie Eleison et Christe Eleison.

« Il envoya en Corse un commissaire avec quelques soldats. Des Corses opposés aux Ghjuvannali se joignirent au commissaire et allèrent les attaquer dans la piève d'Alesani où ils s'étaient retranchés. Les Ghjuvannali furent battus et dispersés et partout où l'un d'eux était reconnu dans l'île, il était massacré aussitôt sans pitié. De là vient qu'encore aujourd'hui en Corse, lorsqu'on parle de certaines personnes qui, pour une raison quelconque, ont été poursuivies avec toute leur famille jusqu'à la mort, on se sert de cette comparaison : Ils ont été traités comme les Giovannali. »

— Abbé Letteron : Histoire de la Corse - Tome 1, Bastia 1888 - p. 220.
En ces temps de famine, de misère et de maladie, c'est une des plus sombres pages de l'histoire de la Corse.

### Débat historiographique
Selon la thèse d'Alexandre Grassi (1866), ces fidèles constitueraient la branche corse du catharisme, puisque se référant à plusieurs évangiles apocryphes selon Saint Jean et à la Gnose chrétienne. Pour les historiens plus récents, il s'agirait d'une confrérie de franciscains dissidents, qui prit naissance à Carbini en Alta Rocca au milieu du XIVe siècle en Corse. Les Ghjuvannali se sont répandus dans tout le sud de l'île, dans le Delà des Monts ou Terra di i Signori (Terre des Seigneurs) et aussi dans le nord de la Corse, en Alesani. Ils furent anéantis par l'Inquisition après une cinquantaine d'années d'existence. Leur nom a survécu longtemps dans la mémoire populaire.

## Postérité
Le groupe Canta U Populu Corsu a interprété la chanson I Ghjuvannali (écrite par Ceccè Lanfranchi) sur son album Rinvivisce.